# Ianhedgea minutiflora
Ianhedgea minutiflora är en korsblommig växtart som först beskrevs av Joseph Dalton Hooker och Thomas Thomson, och fick sitt nu gällande namn av Al-shehbaz och O'kane. Ianhedgea minutiflora ingår i släktet Ianhedgea och familjen korsblommiga växter.

## Underarter
Arten delas in i följande underarter:
- I. m. brevipedicellata
- I. m. minutiflora